# بخش سیلم (شهرستان اتاوا، اوهایو)
بخش سِیلِم (به انگلیسی: Salem Township) یک منطقهٔ مسکونی در ایالات متحده آمریکا است که در شهرستان اتاوا، اوهایو واقع شده‌است.
 بخش سالم ۷۸٫۶ کیلومتر مربع مساحت و ۵٬۵۱۷ نفر جمعیت دارد و ۱۷۴ متر بالاتر از سطح دریا واقع شده‌است.